# Копылов, Пётр Фёдорович
Пётр Фёдорович Копыло́в (1901—1974) — начальник Управления военного издательства НКО СССР, генерал-майор.

## Биография
Член РКП(б) с 1921 года. В 1923 году вступил в ряды Красной Армии. В том же году, окончив 1-ю Ленинградскую военно-железнодорожную школу комсостава, назначен помощником коменданта железнодорожного участка и станции Лиски Юго-Восточной железной дороги. С января 1928 года — секретарь 3-го Управления Штаба РККА, с мая 1929 года — комендант железнодорожного участка и станции Москва Западной железной дороги.
С апреля 1932 года служил в штабе РККА: начальник 13-го сектора, с февраля 1933 — начальник 19-го сектора 3-го Управления; с января 1935 года — начальник общей части 3-го отдела.
С октября 1936 года служил в Управлении военного издательства НКО СССР: редактор отделения военно-технической литературы 1-го отдела, редактор 1-го отдела; с 14 августа 1940 года приказом НКО СССР — начальник Управления (приказ НКО № 03727 от 14.8.1940). В 1940 году присвоено звание полковник, 
в 1943 году — генерал-майор.
В 1952 году Постановлением Секретариата ЦК ВКП(б) от 24.4.1952 ему был объявлен выговор «за безответственное отношение к изданию произведений Д.Бедного».
Похоронен на Введенском кладбище (2 уч.).